# أوترختسه هوفلروخ
أوترختسه هوفلروخ Utrechtse Heuvelrug  هي مدينة وبلدية بمقاطعة أوترخت بهولندا.

## طوبوغرافيا
خريطة طوبوغرافية هولندية لبلدية أوترختسه هوفلروخ، يونيو 2015، (تقرأ بعد ثلاث نقرات على الخريطة).

## أعلام
- يوهان صموئيل كونينغ
- باول جودوين

## وصلات خارجية
- الموقع الرسمي